# Bhirpani
Bhirpani (nep. भीरपानी) – gaun wikas samiti w środkowej części Nepalu w strefie Dźanakpur w dystrykcie Ramechhap. Według nepalskiego spisu powszechnego z 2001 roku liczył on 715 gospodarstw domowych i 3918 mieszkańców (2130 kobiet i 1788 mężczyzn).